# 危険がウォーキング
『危険がウォーキング』（きけんがウォーキング）は、星里もちるによる日本の漫画作品。星里の商業誌でのデビュー作品。学園物ラブコメディ。1986年3月から1987年12月まで『プチアップル・パイ』14～17号、および『月刊少年キャプテン』1987年5月号～1989年4月号（どちらも徳間書店）にて連載された。全29話（少年キャプテンコミックス描き下ろしの第5話を除いた雑誌連載としては、『プチアップル・パイ』掲載の最初の4話を含み全28話）。

## あらすじ
みそらが丘中学1年生の牧野いくろうは、同じクラスの岡原佳枝に告白する決心をし、放課後にコート裏に来てほしいと書いた下敷きを佳枝に渡す。佳枝が顔を赤らめた直後、教室で大爆発が! 事情聴取のため警察署に連れて行かれた佳枝は、爆発の原因は自分にあると知る。いくろうにケガをさせてしまったことに一度は悩む佳枝だが、転校生だった自分に優しくしてくれた彼の気持ちに応えるため、事情聴取での拘束を抜け出し、いくろうが待つ学校コート裏を目指して文字通り爆走する。
かくして晴れて恋人同士となった二人だが、その周囲には事件が絶えない。2年F組に進級してからも、謎の転校生・園部その子や、人気タレント・神坂公平の登場により、騒動はますます拡大する一方。だが、彼らは持ち前の「のーてんき」でそれらを乗り越えてゆく──。

## 登場人物

### 主人公とその家族
岡原佳枝（おかはら かえ）
みそらが丘中学1年生の女子中学生。北海道から東京の「みそらが丘中学」に転校してきた彼女は、同じクラスのいくろうと出会う（その後の進級時もいくろうと同じ2年F組、3年C組になる）。彼女がかく汗や流す涙の成分中にはニトログリセリンに似た物質（以下物語中と同様に単に「ニトログリセリン」と記載する）を含み、その汗や涙が、気温が摂氏30度を超えた状態で地面に落下すると、ショックで爆発が起こる。起きた爆発は、周囲の設置物破壊や建造物損壊などを引き起こすが、自らは爆風に巻き込まれず、巻き込まれた周囲の人物も比較的軽傷である。爆風に巻き込みたくない人物がごく近くにいた場合は、その人物を含む範囲は爆風の範囲から外れ全くの無傷で済むように、爆発をある程度コントロールできる能力を持つ。
作者星里もちるが少年キャプテンコミックス2巻あとがきにて記載した作者希望実写キャスティングでは、酒井法子（月ドラ版実写俳優としての作者によるキャスティングも同じく「酒井法子」、以下の登場人物でも作者により記載された人物に限り実写キャスティングを同様に記述する）。
岡原桂樹（おかはら けいじゅ）
佳枝の父。第7話から登場。建設会社である保谷（やすたに）建設住吉支社専務。娘である佳枝のニトロの汗が引き起こす爆発による建物の損壊を、度々修理しフォローしている。佳枝が爆発を起こした時は、いくろうが駆けつけるまでのタイムをストップウォッチで毎回測定している。娘と同様、子供の頃は汗が爆発する特異体質であったが、大人になった現在は、手の平をこすり合わせて出る湯気で小規模爆発を起こせる程度である。
佳枝の母
第2話から登場。娘である佳枝の汗の成分であるニトログリセリンのことを「メトログレムリン」「ヘドロデンデロリン」や「トトロホルマリン」などと素で間違う天然ボケと能天気さを持ち、いくろうのギャグも軽くかわしてしまう。洗濯が大の趣味であり、登場シーンの殆どは、晴れのためご機嫌に洗濯をしているか、雨で洗濯が出来ず落ち込んでいるシーンである。少年キャプテンコミックス2巻などの4コマ漫画「おくさまはのうてんき」でも、洗濯を異常に愛する主婦として登場する。
2巻あとがき作者希望実写キャスティングは、阿木燿子（月ドラ版：室井滋）。
牧野いくろう（まきの いくろう）
みそらが丘中学1年生（のちの進級後は2年F組と3年C組）の男子中学生。佳枝とずっと同じクラスであり、第1話でに告白する。彼氏として付き合うようになってからは、ずっと佳枝の特異体質をフォローし守る役割をクラス公認で担っている。元テニス部員ですさまじい体力を誇り、爆発を起こした佳枝を察知し、どこからでも異常なまでの俊足で駆けつける。ギャグが得意であり、その芸人センスはクラスメートに認められるほどである。のちにギャグコメディアンの才能をバロン鴬谷にも認められる。
なお名前の漢字表記は「郁郎」ではあるが、基本的に作中ではひらがな表記である。
2巻あとがき作者希望実写キャスティングは、高橋良明（月ドラ版：野々村誠）。
牧野冴子（まきの さえこ）
いくろうの4歳年上の姉。第18話より登場。住吉大学家政科1年（物語後半のいくろう中学3年の時点で）。弟であるいくろうと同様ギャグに精通しており、姉弟ゲンカの決着を「動物だじゃれ一本勝負仮装デスマッチ」なるギャグ対決でつけるほどである。のちにバロン鴬谷に「美人なのにキレの良いギャグ」を披露するギャグコメディアンの才能を認められ、バラエティ・トーク番組「笑っていろもの」にアシスタントとして出演する。その後も「キャプテン公平」の敵怪人役の「サボテンゴンベー」など番組レギュラー役をこなした。ただし、本人は芸人として食っていくつもりはなく、公平の共演者として彼の芸人として足りないところ（見た目の良さで「笑われる」滑稽芸）を自らが演じて見せた。
『危険がウォーキング』の番外編となっている読み切り「笑う門にはカドが立つ」（『少年キャプテン』1986年8月号掲載、少年キャプテンコミックス1巻に収録）では本編登場に先駆けて主役を務めた。その後も、本編登場前にもその存在を示した描写がいくつか見られる。
3巻あとがき作者希望実写キャスティングは、高井麻巳子、もしくは20歳の頃の浅野温子に山田邦子の芸風をくっつけたもの。
牧野静夫（まきの しずお）
いくろうの父。第18話より登場。動物ぬいぐるみ造形専門の「MAC工房」を経営。物語中では常時カンガルーの着ぐるみ「ガルルちゃん」を着ており（これは決してふざけている訳ではなく、本業の一環として自社製品の実用試験をおこなっているだけである）、背中のファスナーが開けられないなどの理由により、顔を出したことがない。ただし一度だけ、着ぐるみを脱いだ状態の後姿を披露している。
いくろうの母
第18話より登場。動物ぬいぐるみ造形専門の「MAC工房」で、ぬいぐるみデザインを担当。仕事場の部屋にこもりがちであるため、物語中ではいつも背中のみの後ろ姿で、いくろうの父同様、顔を出したことがない。途中で引っ掛かってしまったファスナーを直すのが得意で、彼女の協力なくして着ぐるみを脱ぐことは困難もしくは不可能だとされている。
牧野すず（まきの すず）
Beam Comix ワイド版描き下ろし『危険がルーピング』に登場したいくろうと佳枝の娘。保育園児だが、3歳にして爆発体質になる。

### 住吉署（すみよししょ）
富山（とやま）
四角いメガネと無精ひげの住吉署の刑事（男性）。第1話から登場。佳枝の特異体質による騒動に巻き込まれたり、また、事件解決の手段に利用するなど騒動に巻き込んだりしつつ、いくろうと佳枝の特殊事情に理解を示す。佳枝の爆発範囲をコントロールする能力を、「青春のなせるわざ」と呼んだ。
2巻あとがき作者希望実写キャスティングは、蟹江敬三（月ドラ版：東八郎）。
竜角（たつずみ）
住吉署の若手刑事（男性）。第1話から登場。富山刑事の後輩で共にいくろうと佳枝の特異体質による騒動を協力的にフォローしている。
2巻あとがき作者希望実写キャスティングは、陣内孝則（月ドラ版：小松政夫）。
鑑識員
住吉署の鑑識課の捜査員（男性）。第1話で登場し、佳枝の汗の成分をニトログリセリンに似た成分と分析した。以後、富山刑事や竜角刑事と共に佳枝の特異体質について分析や議論をするシーンでたびたび登場するが、とある理由により物語後半は出番が大幅に減らされた。
2巻あとがき作者希望実写キャスティングは、泉麻人（月ドラ版：所ジョージ）。

### みそらが丘中学関係者
氷室麻衣子（ひむろ まいこ）
いくろうと佳枝のクラス担任として第6話より登場。理科を専門とする教師（女性）。元々は本来の担任である渡辺（わたなべ）先生の産休の代理教師として赴任してきた。生真面目で厳しい性格のため、生徒からはマイヤ（『アルプスの少女ハイジ』のロッテンマイヤーから）とあだ名をつけられている。
後に渡辺先生が産休から復帰したためにみそらが丘中学を去ることになるが、佳枝たちが3年に進級したときに戻ってくる。その間に大学教授の佐々木原明（ささきばら あきら）と結婚し、改姓した。3年C組の文化祭（第25話）での劇「アルプスの少女ハイジ」では急遽ロッテンマイヤーの役をこなし、直後のいくろうと佳枝たちが企画した結婚式の新婦となった。
2巻あとがき作者希望実写キャスティングは、安田成美（月ドラ版：塩沢とき）。
園部その子（そのべ そのこ）
2年F組への転校生として、第8話より登場する女子中学生。普段は度の入っていないダテ眼鏡をかけ、「おぬし」「…であろう」などの堅苦しい口調で会話する。しかし、うっかり眼鏡を人前で外してしまうと、普通の女の子口調に戻る代わりに、対人恐怖症のため、顔が過剰なまでに赤くなり（物語中では「赤面症」や「赤面高熱症」と呼ばれている）、周囲の空気の温度を急上昇させてしまう。赤面高熱症の告白時に優しく接してくれたいくろうに恋心を抱き、佳枝との三角関係に悩むが、時間が進むにつれその気持ちは昇華していく。3年進級時にはいったんE組になったが、佳枝といくろうが集めた変級嘆願書により、佳枝たちと同じ3年C組となる。プロレスラー・シャッフル戸田のファン。
2巻あとがき作者希望実写キャスティングは、小川範子（月ドラ版：松本伊代）。
田中和範（たなか かずのり）
佳枝たちの同級生（男性）。第6話より登場。転校したてのその子の素顔を見たくなり悪戯でその眼鏡を外したため、赤面高熱症による飛び降り騒動のきっかけを作ってしまったが、その後、その子に密かに恋心を抱くようになる。
本編ではフルネームは登場していないが、キャプテンコミックス4巻の特別企画「端役（ちょいやく）さんいらっしゃい」で紹介されている。3年C組での出席番号は19番。
山野多恵子（やまの たえこ）
佳枝たちの同級生（女性）。第1話より登場。転校したばかりの佳枝の隣の席であったためか佳枝とは仲が良い。

### 芸能関係者
バロン鴬谷（バロン うぐいすだに）
芸能プロダクション「五反田企画」に所属する大物コメディアン（男性）。第7話より登場。いくろうの芸人としてのセンスを認めており、合わせて冴子の芸人としての才能を認め、冴子が「笑っていろもの」にアシスタントとして出演するきっかけを作った。
3巻あとがき作者希望実写キャスティングは、西田敏行。
クルマ神楽坂（クルマ かぐらざか）
芸能プロダクション「五反田企画」の経営者（男性）。第23話より登場。若いころはバロン鴬谷とお笑いコンビ「コントバンクルわせ」を組み、息の合ったコンビネーションで一世を風靡していた。現在は実直な実業家として、所属するタレントたちのわがままに頭を悩ませる日々を送っている。
神坂公平（かみさか こうへい）
「五反田企画」所属の若手芸人（男性）。第14話より登場。美形なためか女性ファンは多いが、芸人としての素質に乏しく、同業者からは嫌われている。持ちネタは一発芸の「ざまーミロのヴィーナス」のみで当初は一発屋風であったが、のちに自分の芸の未熟さに気付き、タップダンスやサックスをはじめとする各種の芸稽古に通い始め、芸を磨いていく。筋肉を酷使すると髪の毛が急激に伸びる特異体質を持つ。ヒーロー物の番組「キャプテン公平」の主役をつとめる。九州出身のため、地元の九州でのロケの際は九州弁になる。最初は芸人としてのライバル意識のため、いくろうへの嫌がらせとして佳枝にちょっかいを出していたが、途中からは、文字通り素顔を見せたその子に惹かれ、心の拠り所とするようになる。
3巻あとがき作者希望実写キャスティングは、錦織一清。
近藤（こんどう）
「キャプテン公平」などの番組を手がけるディレクター。バロン鶯谷などからは「近藤ちゃん」と呼ばれる。腕は確かだが、オネエ言葉で男色の気がある。公平を気に入り、ちょっかいを出している。
作者曰く、『マカロニほうれん荘』のきんどーさんのパロディキャラ。

### その他
神坂公平のクリソツさん
公平そっくりに変装した指名手配中のサギ師（男性）。第20話より登場。根っからの公平のファンで（曰く「あいつほど自分をさらけ出している芸人はいない」）、彼の情報を調べ上げたメモを持ち歩いている。芸人としての素質は本人を上回る。第21話で九州ロケ中の本物の公平と出くわした時の騒動で逮捕されるも、新ネタ「今日はつかれたNATO（なっとー）北大西洋条約機構」を伝授する（伝授された方の公平は拒否したが、後に自分なりのアレンジを加えてTV番組で使用した）。
佐々木原明（ささきばら あきら）
氷室麻衣子の夫。第25話に登場。茨城県内の大学教授。中学校教員として東京に勤務している妻の麻衣子がとは別居し、前妻との子である千佐都（ちさと）、由美（ゆみ）、誠人（まこと）と4人で茨城で暮らす。3年C組の文化祭（第25話）での劇「アルプスの少女ハイジ」では「おじいさん（アルムおんじ）」役として引っ張り出され、直後のいくろうと佳枝たちが企画した結婚式の新郎となった。

### 着ぐるみによるキャラクター
ネコんだくん
元々は冴子が自身の持ちネタのために持ち歩いていた、トラネコの着ぐるみ。後にいくろうに譲渡されるが、時々弟に無断で借用していた様子がうかがえる。新たにブチネコの着ぐるみが作られて以降は完全にいくろう専用となる。
この着ぐるみを使ったギャグの誕生秘話が、作中でいくろうと冴子の口から語られているが、これは作者の体験談がベースとなっている。
ガルルちゃん
いくろうの父が常時着用しているカンガルーの着ぐるみ。物語の中で機械仕掛けによる数々の機能が追加されていく。後に幼児向けTV番組「オッペケペ音楽館」に出演し、「カンガルーはおこっています」という歌で人気を博した。
後日談を描いた番外編「危険がルーピング」では、いくろうがこれを着用している。娘のすずをフォローするために扇風機や夏の日中でも中身が耐えられるよう冷却システムも搭載している。
なお、牧野一家の友人知人はたとえ着ぐるみ姿でも家族の誰なのか判別できる。これに関しては牧野家一同が疑問を感じている。

## その他
- 全29話のサブタイトルは「危険がオープニング」（第1話）、「危険がワーキング」（第2話）など、「危険が」＋「ingで終わる単語」となっている（単行本のあとがきで「サブタイトルをつけるのが毎回大変だった」という作者のコメントがある）。第3話のみ、『プチアップル・パイ』掲載時は「二人だけの句読点」というサブタイトルが使われたが、単行本収録の際に変更された。
- 物語中に出てくる物真似などのセリフには、『アルプスの少女ハイジ』のセリフが多く登場し、作者自身がハイジを指して「登場こそしなかったがカゲの脇役」と呼ぶほど。また、『ペリーヌ物語』や『母をたずねて三千里』などのセリフも見られる。
- ガルルちゃんのテーマソングである「カンガルーはおこっています」の作詞者はしのはらちあき、作曲者は鈍度丼となっている。これは『いきばた主夫ランブル』の主人公カップルのペンネームである。また『いきばた主夫ランブル』自体が劇中劇としてTVドラマ放映されているという設定になっている。
- 畑健二郎による漫画『ハヤテのごとく!』の第159話サブタイトル「危険がウォーキング中」の元ネタは本作品である。
- 少年キャプテンコミックス2巻には佳枝の母親を主役にしたスピンオフ4コマ漫画「おくさまはのうてんき」が、3巻にはカバーイラストの場面の舞台裏を描いた「カバーのうら側全部見せます」が、4巻には脇役や端役の解説をする特別企画「端役（ちょいやく）さんいらっしゃい」が、それぞれ単行本のある場所に描かれている。このうち2巻の「おくさまはのうてんき」は3巻の巻末に再掲載されている。

## 単行本
少年キャプテンコミックス版：全4巻。現在絶版。
- 第1巻（1987年07月20日発行、ISBN 4-19-837571-2）: 第1話から5話までを収録。
  - 1話から4話は『プチアップル・パイ』連載分、第5話「危険がシャイニング」は描き下ろし。
  - 読み切り「通りすがりのスプラッタ」「しゅんかんランデブー」「笑う門にはカドが立つ」も合わせて収録。
- 第2巻（1988年03月20日発行、ISBN 4-19-838530-0）: 第6話から13話までを収録。第6話以降は『少年キャプテン』連載分。
- 第3巻（1988年09月20日発行、ISBN 4-19-838090-2）: 第14話から21話までを収録。
- 第4巻（1989年06月20日発行、ISBN 4-19-839060-6）: 第22話から29話（最終話）までを収録。

Beam Comix ワイド版：エンターブレインから発行（再版）、全3巻。すべて2001年3月発行。
- 1巻（ISBN 4-75-770338-4）: 第1話から3話、及び第5話から11話までを収録。 
  - 第4話「危険がメーキング」及び旧1巻収録の読み切り3本が削られている。
- 2巻（ISBN 4-75-770339-2）: 第12話から20話までを収録。
- 3巻（ISBN 4-75-770340-6）: 第21話から29話（最終話）までと、後日談となる描き下ろし作品「危険がルーピング」を収録。